# Patois rasta
 (octobre 2015).
Si vous disposez d'ouvrages ou d'articles de référence ou si vous connaissez des sites web de qualité traitant du thème abordé ici, merci de compléter l'article en donnant les références utiles à sa vérifiabilité et en les liant à la section « Notes et références ».
Le patois rasta (patwa en jamaïcain), aussi appelé « Dread talk », « I-talk », « I-ance » ou encore « I-yaric » est le langage que les rastas ont élaboré de façon à se rendre indépendants du joug colonial qui pesait sur le peuple jamaïcain. Cette langue revêt également aux yeux des rastas l’apparence d’une ré-interprétation de l’héritage reçu et une affirmation de leur culture, mélange de racines africaines selon lesquelles le verbe contient l'essence, et de culture rasta.

## Histoire
Le patois rasta n’a pas vu le jour à une date précise, il s’agit plutôt d’une longue et lente évolution, depuis le XVIIIe siècle jusqu’à nos jours, d’un mélange de langue anglaise et créole.
Pendant le XVIIIe siècle, la Jamaïque est une colonie britannique très prospère, la couronne d’Angleterre revendique même cette île comme le joyau de ses colonies. Les planteurs anglophones et les travailleurs africains mêlent leurs cultures comme en témoignent certains textes de l’époque qui relatent des événements festifs communs comme le Jonkonnu, des croyances communes afro-chrétiennes et des mélanges linguistiques entre créole et anglais.
La période de l’entre-deux-guerres sonna le glas de la prospérité jamaïcaine, les problèmes sociaux émergents dès le début du siècle commencèrent à s’intensifier. Les esclaves affranchis ayant obtenu le statut d’ouvrier se retrouvèrent, pour beaucoup, sans travail et sans terre. Nombre d’entre eux partirent pour aller travailler sur des chantiers à l’étranger comme celui du canal de Panama ; beaucoup quant à eux migrèrent vers les villes de l’île essentiellement à Montego Bay, Kingston et Mandeville. Dans ces villes la population fut multipliée par trois, les infrastructures n’étant pas suffisantes, de nombreux ghettos émergèrent ce qui amplifia et concentra les troubles politiques et sociaux.
Ce terrain propice à soutenir des initiatives sociales locales ciblées fut envahi par de nombreux meneurs syndicaux comme Alexander Bustamante, des activistes politiques comme Norman Manley, des pan-africanistes comme Marcus Garvey et des promoteurs du mouvement rastafari comme Leonard Howell, tous s’unirent autour du même but : combattre et bouter hors de l’île le colonisateur britannique.
Pour cela ils se livraient à de longs discours, chacun prenait la parole sur une tribune et s’adressait à la foule. Peu à peu, le langage s’enrichit des contributions de chacun, les rastas apportant notamment la richesse des allégories issues de la Bible à leurs exposés qui se teintaient ainsi de solennité. De nombreux contestataires, dont ceux cités précédemment, étaient issus de la rue et leurs apports teintèrent les discours de termes argotiques crus et secs.
Ce langage dérivé de l’anglais usité dans les champs de coton et sur les marchés pendant la colonisation est essentiellement oral et, aujourd’hui encore, le patois rasta n’est pas formalisé à l’écrit.

## Caractéristiques culturelles
Il ne faut pas confondre le patois jamaïcain et le patois rasta, le premier découle de l'anglais et de racines africaines alors que le second est un enrichissement du créole jamaïcain qui se rapproche d’un dialecte spécifique.
Cependant les deux s’influencent et se mêlent souvent notamment parce que les jeunes Jamaïcains reprennent quelques caractères rastas sans pour autant adhérer au mouvement Rastafari et que le patois rasta se retrouve naturellement dans le reggae, qui est le style musical dominant sur l’île.
Les rastas utilisent fréquemment et en grand nombre des termes ou des formes bibliques plus ou moins figurées qui parfois se rapprochent de l’incantation ou des psaumes. Pour les rastas, l’essentiel est de faire transpirer leur croyance en Dieu qu’ils appellent Jah RasTafari.
De nombreux mots proviennent des croyances ou des dogmes rastas, l’ensemble est un univers symbolique que les rastas appellent « culture » de manière générale et qui est aussi synonyme de Rastafari. Le terme « Rastafarisme » n’est pas du tout d’origine rasta mais occidentale. Les rastas n’utilisent aucun mot ayant pour suffixe le « ism » qui qualifie les idéologies. Les rastas considèrent que toute idéologie est un vecteur de domination et d’impérialisme, choses qu’ils refusent.
Beaucoup de rastas sont végétariens et la cuisine qu’ils appellent Ital food ou Ifood est une mine de laquelle ils tirent beaucoup de mots. Parmi eux citons Callalo (une plante africaine type épinard), Cerasee, Cho cho, Aloe, Sinkle bible ou Ackee ce dernier étant le fruit national en Jamaïque.
Certains rastas ne boivent pas d’alcool, d’autres apprécient particulièrement notamment les bières comme la Red Stripe ou la Dragon Stout. La plupart des interdictions que s’imposent les rastas découlent de la Bible et plus spécialement de l'Ancien Testament, les tabous sont assez respectés comme l’interdiction de dormir avec une femme qui a ses règles. Ceci se répercute dans le patois rasta et dans la culture populaire jamaïcaine ou les pires insultes se réfèrent aux menstruations comme Blood Claat (Blood-clooth /habit de sang, littéralement, serviette hygiènique utilisée) Ras claat ou Bambo claat.
Un autre domaine sémantique très vaste dans le patois rasta est celui lié à la « sainte herbe » (le cannabis) : il existe une multitude de mots pour l'évoquer.
Citons par exemple Marijuana, Ganja, Sensimillia (désigne les inflorescences, appelées à tort "pollen", et à ne pas confondre avec Sinsemillia, nom d'un célèbre album de Black Uhuru repris par le groupe français), Weed, Coolie ou Callie weed (terme hérité de l'indouh), Herb, Lambsbread, Spliff, Kaya, Ishence…
Bien sûr, le matériel destiné à la consommation du produit n’est pas en reste, Cutchie est une pipe en terre, chalice (chalwa en jamaïcain) est une pipe à eau, etc.
Enfin, les enclaves ont favorisé le développement d’un argot de rue au début du XXe siècle. Aussi, de nombreux termes dérivent directement du « parler de la rue » comme Rude Boy, Johnny too bad (un bandit), Quashie (idiot), Fenky fenky (tatillon, capricieux), Ginnal (baratineur) ou encore Putta putta (la boue).

## Caractéristiques linguistiques
Premièrement, il existe des termes propres au mouvement rastafari, comme Jah qui signifie Dieu ou Ganja qui signifie l’herbe. La signification étymologique de Ganja est feuille de Dieu. C'est une plante créée par Dieu pour soulager les Rastas.
Ensuite il existe des termes évolués depuis l’anglais colonisateur, ces mots sont en fait des réminiscences des formes lexicales datant du moyen-anglais, comme brethren -ou bredda, et sistren qui signifient brother et sister (frère, sœur en français).
Dans le patois rasta, les modaux sont souvent omis dans les phrases, et particulièrement le verbe être, ce qui donne « I a rasta » ou « I-man a rasta » au lieu de « I am a rasta » en anglais.
Les raccourcis existant en anglais sont sur-raccourcis en patois rasta, ce qui donne waan au lieu de wanna en anglais ou encore gwaan au lieu de gonna en anglais, mais aussi nuh au lieu de don't et cyan (prononcé "Kyaan") au lieu de can't.
L'accent jamaïcain étant très dur, le patois rasta comme l'anglais jamaïcain sont des langues beaucoup plus littérales, avec des prononciations qui les rendent parfois incompréhensibles même pour des Américains :
- le son th typique de l'anglais est prononcé "t" ou "d".
- le son a est toujours prononcé comme en français et en espagnol (et non pas comme un "o" dans all ou comme un "eu" dans l'article indéfini a).
- les r ou l sont souvent supprimés (gangster devient gangsta : c'est une prononciation reprise dans l'anglais afro-américain qui a été très influencé par l'accent jamaïcain ; your devient yuh qui se prononce comme you; little devient likka).
- les sons ire ou ar deviennent souvent ya, prononcé aïa ; de plus les sons a déjà présents sont souvent prolongés (exemples : fire devient fyah ; car devient cyar, prononcé kïaah ; girl devient gyal, prononcé guïaal...).
- les o deviennent des a ou sont au minimum prononcé comme un o ouvert (no devient na; you devient ya, prononcé ïa et non pas aïa).
- le son oï devient waï, orthographié woy (boy devient bwoy, boil devient bwoyl).

De plus les prépositions of ou to sont réduites à a, alors prononcé et usité comme le à français ou le a espagnol (glissement dû à la proximité de Cuba et d'Haïti).
Notons également que l'orthographe est beaucoup moins stricte car il s'agit surtout d'un argot, tout comme le patois jamaïcain, et donc une langue principalement orale.
Une des particularités du patois rasta assez déroutante pour le profane est l’inversion pronominale entre le nominatif et l’accusatif, parfois étendue au possessif ; ce qui donne « dance with we lady » au lieu de « dance with us lady », « me gwaan dance with you » au lieu de « I'm going to dance with you » ou encore « me dance with me lady » au lieu de « I dance with my lady ».
L'accusatif se retrouve parfois à la place du pluriel d'un mot, à la suite de celui-ci : the youths ("les jeunes", prononcé "di youts") devient the youth them (prononcé "di yout dem") ; ya ("tu" ou "toi") est également souvent ajouté afin de désigner quelque chose ou de situer dans l'espace/le temps : on le retrouve dans des expressions comme mi deh ya ("je suis là") ou dis ya ting ("cette chose", this thing en anglais).
On retrouve ces phénomènes dans le patois jamaïcain, mais peu dans l'anglais jamaïcain.

### I and I
La caractéristique linguistique prépondérante est cependant la domination du nominatif « I » dans tous les modes d’expression du patois rasta. Les rastas privilégient et hiérarchisent les pronoms et pour eux « I » est suprême.
Ils n’utilisent donc que très peu les autres pronoms you, he, she et they qu’ils trouvent diviseurs alors que le I est unificateur. C’est pourquoi l’expression « I and I » est typique du patois rasta, l'unité (« Unity » majuscule) étant primordiale dans la philosophie rastafari.

La traduction littérale en français donne « je et je » (ce qui manque de signification, mais n'est pas sans rappeler le "Je est un autre" rimbaldien). Aussi le « I and I » des rastas est à traduire ainsi : « Jah, mes frères et moi » ou « Jah, mes frères et je ». De la sorte les rastas réunissent tous les êtres humains en une entité composée de Dieu (Jah) et des humains et ils l’appellent I and I.

En conséquence, pour dire « nous » (us en anglais), un rasta dira systématiquement « I&I ». Ainsi l'altérité encapsulée dans ce « nous » (1+1 au minimum) s'impose aisément à la place d'une désignation égocentrée (de soi ou d'autrui).

I and I veut dire également par extension Moi et Je. Le petit « moi » mortel (physique) qui disparaîtra et le grand « Je » éternel (spirituel) qui est en chacun de nous et nous relie. Cet esprit éternel, comme cette âme inhérente à l'humain, est aussi appelée Jah et catalyse notre unité. 
Par ce lien I and I veut dire aussi : « nous et Jah », "I" devenant d'un point de vue sémiotique un terme générique
Cette domination du « I » se répercute à tous les niveaux de la langue rasta, ainsi pour qualifier Jah qui est le plus grand (the most high, en anglais, c'est-à-dire le plus élevé) ils utiliseront la formule The most I. Cette habitude sémiologique se traduit par de récurrentes modifications apportées au début de certains mots, qui subissent l'aphérèse ou voient leur première syllabe simplement remplacée par « I ». Les exemples sont nombreux, citons entre autres Inity (pour unity), Idren (pour children), Ital (pour natural ou vital), Irie Ites (pour higher heights ou israélite) ou encore Iman (pour human). Le « I » se retrouve parfois en milieu de mot comme dans Tri-I-nity (pour Trinity). Ces modifications affectent directement le radical lui-même des mots considérés ; le « I » n'intervient donc pas comme un préfixe ou un infixe qui modifierait le sens.

## Différences pronominales entre patois rasta et patois jamaïcain
Tandis que le patois jamaïcain emploie des pronoms anglais déformés (me pour "je", ya pour "tu", him pour "il", etc.), le patois rasta a trois pronoms qui se suffisent à eux-mêmes mais sont souvent employés avec les précédents :
- I&I s'emploie le plus souvent pour "je" ou "nous", ou pour parler d'une vérité générale comme nous le faisons avec les pronoms "on" ou "ils" - I&I se veut universel et objectif.
- I-Man est un "je" beaucoup plus personnel, il n'engage que la personne qui parle - c'est donc plus subjectif et n'implique pas de sens général comme I&I ; pour signifier un "je" (et surtout "moi") toujours particulier mais plus détaché on utilisera Di-I.
- Enfin, Da-Man (déformation de "The Man") signifie "tu", "il/elle", "vous" ou "ils" ; le contexte détermine le sens.
  - à noter que le terme woman qui désigne une femme par opposition au masculin n'est pas utilisé en patois rasta, qui ne fait aucune distinction ; de même, le pluriel men n'est pas usité ; Man est donc valable tant pour le masculin que pour le féminin et pour le singulier comme pour le pluriel.

Nous pouvons noter ici que les trois pronoms sont utilisés presque exclusivement par les rastas, qui jouissent d'un certain respect parmi les sufferers (terme désignant les habitants des ghettos jamaïcains, que l'on pourrait traduire par "les miséreux", et qui vient de l'anglais suffer, souffrir) : l'utilisation par un non-rasta pourrait être mal perçue ; de même, on n'apostrophe pas un rasta comme on le ferait pour un autre sufferer : un rastafarien sera appelé man, et non pas bwoy ou gyal comme pour les non-rasta (bwoy est utilisé comme on utilise "mec" en français, gyal est l'équivalent féminin).

### Up-full sounds
Les rastas considèrent la langue comme un champ de bataille politique et les mots comme autant d'armes. La langue anglaise est synonyme et rappel du colonisateur britannique qui imposa l'esclavage aux populations africaines.
L'anglais n'est donc pas une langue de cœur pour les rastas bien au contraire et selon eux l'anglais ne permet pas d'exprimer la profondeur de la culture africaine. C'est pourquoi durant le XXe siècle les rastas cassèrent les mots anglais en phonèmes pour diviser la signification des mots en sous-ensembles plus proches des idées qu'il désirent véhiculer. Ces phonèmes sont ensuite ré-assemblés pour former de nouveaux mots, plus « conscients » et plus « adaptés » à la culture rasta, appelés up-full sounds.
Exemples :
- Le mot anglais dedicate qui se prononce « dead-i-cate » est refusé par les rastas en raison de la sonorité du préfixe ded qui sonne exactement comme dead ou death. Le préfixe « ded » est donc remplacé en patois rasta par l'idée inverse à savoir live et dedicate devient livicate.
- Même principe avec understand où le préfixe under traduit la notion de dessous (under en anglais) et comme les rastas considèrent que nul n'est au-dessous d'un autre, ils utilisent le préfixe over et le mot devient overstand (lit. s'élever, progresser, ce qui se rapproche plus du but de la connaissance).
- Le mot « oppression » subit un traitement identique, puisque le préfixe « opp » qui se prononce « up » en anglais appel à l'idée d'ascension ou d'élévation alors que l'oppression est synonyme d'écrasement. Le mot devient donc en patois rasta « downpression » qui traduit mieux la signification réelle du terme.
- Des mots comme conscious ou control sont modifiés car le préfixe con se confond phonétiquement avec kunni qui en créole signifie intelligent. Le préfixe est ainsi remplacé par I et les mots deviennent Iscious et Itrol. De même les mots se terminant par le suffixe « dom » comme wisdom (sagesse en anglais) sont modifiés en raison de la faible différence phonétique entre « dom » et dumb qui signifie idiot en anglais. Comme mom en créole se traduit par homme, wisdom devient wismom ou est encore déformé en « wise-man ».
- Enfin beaucoup de mots sont déformés afin de créer des néologismes riches de sens, ainsi Peter Tosh ne dit pas politics mais poly-tricks (qui signifie « multiples "magouilles" »), il ne dit pas system mais shitstem, Kingston City devient Killsome Shitty ("Peace Treaty", Mama Africa, 1983) …

Le patois rasta comme le patois jamaïcain emploie aussi couramment le doublement de certains mots pour nuancer le sens, souvent de façon péjorative, ironique ou enfantine. Exemple :
- watchy watchy (de to watch, regarder en anglais) : désigne des regards furtifs, espions. (Tenement Yard de Jacob Miller)

## Quelques expressions jamaïcaines
- No -isms, no schisms : lit. "pas de -ismes, pas de schismes", expression qui dénonce l'habitude des occidentaux à classer les personnes et donc à les séparer artificiellement (d'où le refus du terme "rastafarisme").
- De higher monkey climbn de more 'im expose / the higher the monkey climb, the higher he exposes himself : (littéralement, plus haut monte le singe, plus il s'expose), signifie à la personne qui se l'entend dire que sa vantardise est apparente, qu'elle agit plus prétentieusement qu'elle ne devrait.
- Soon come : (lit. viendra bientôt), qui est un refrain fréquent, signifie réellement que le sujet arrivera éventuellement un jour - presque le contraire de ce que laisse croire cette phrase, finalement.
- Jus' up de road/jus'a likkle distance : (lit. juste de l'autre côté de la route/À une petite distance) signifie, à l'autre bout de la ville.
- Carry go bring come : répandre des ragots.
- You can get it if you really want it : quand on veut, on peut.
- Wanty wanty cyan getty, getty getty no wanty : cela ne veut pas dire ce qui suit : "L'herbe est toujours plus verte de l'autre côté de la barrière." Plus tu en demandes, moins tu en auras. Traduction anglaise : The more you want it, the less you get it
- What a gwan? ou wa'gwaan? : Qu'est-ce-qui se passe?
- No woman nah cry. : Femme, ne pleure pas.

## Quelques phrases en patois rasta
Voici quelques phrases typiques :
- We waan back we water pumpee, we cool and deadly fi go dance with we di lady. (Anthony B) Signification : « Nous voulons retourner à l'époque du "water pumpee" et du "cool and deadly", pour aller danser avec des femmes.' » « Water pumpee » et « cool and deadly » : deux danses phares du début des 80s.
- A hungry mob is an angry mob, a rain a fall but the dirt is tuff, a pot a cook but the food no' nough. Ce qui signifie : « Une foule affamée est une foule en colère, la pluie est tombée, mais la terre est dure, j'ai beau les nourrir, ce n'est pas assez. » (Bob Marley)
- Let Jah be praised. « Que Jah soit loué. » (The Gladiators)
- Praise ye Jah. « Prions Jah. » (Sizzla)
- Wat ya gwaan a du, when nuff a dem know truth ? Wat ya gwaan a du they came slew ya ! soit en anglais : What are you going to do, when a lot of them know the truth ? What are you going to do, they came slaw you! (Capleton)
- Pyeple waan chyenge so dem send fi Obama, seh dem bail out George Bush and his drama. Everdyeh dem a search fi Ossama, but dem kyant find him pon no corna. But dem nah do a ting fi di fama, tell dem fi legalize Marijuana. (Capleton) Signication : « Le peuple veut le changement donc vota pour Obama, qui les fait payer George Bush et son propre drame. Chaque jour ils lancent une recherche pour Ossama, mais ne peuvent pas le trouver pas dans le coin. Mais ils ne font rien pour le cultivateur, dis-leur de légaliser la Marijuana. »
- JAH is life. « Dieu est la vie. » (Bob Marley)

## Termes bibliques
- Le mot Babylone est une réutilisation du terme biblique utilisé pour qualifier un système autoritaire, répressif ou la société occidentale capitaliste. Par extension, Babylone est également utilisé pour évoquer un corps armé, la police, le Vatican ou les églises catholique et protestante. Ce terme fait référence à la cité déchue de Babylone dont l'histoire est contée dans la Bible. Babylone désigne aussi souvent tout ce qui peut « pervertir » la vie humaine.
- Le terme Zion (parfois Sion) fait référence à la Terre promise, le paradis pour les rastas.

## Lexique de créole jamaïcain, sur lequel se développe le patois rasta
Il est présenté ci-dessous certains termes ou expressions qui, pour la plupart font aussi partie du créole jamaïcain,.
- mek : make, faire.
- a go : être sur le point de (notion modale).
- Atops : Red Stripe, la bière locale.
- Babylon : La société, Le système.
- Baldhead (littéralement un crâne chauve) : terme péjoratif désignant la caste coloniale ou une encore une personne affiliée à Babylon (Crazy Baldheads de Bob Marley).
- Ban-dulu ou Badooloo : criminel, hors-la-loi ou simplement un vas-nu-pieds. Exemple : Natty dread a no bandooloo, expression qui réfute la discrimination dont sont victimes les rastafariens et aussi hymne repris par Trinity (Shantytown determination), mais terme également revendiqué par certains artistes comme Bunny Wailer (Rockers) ou par le mouvement raggamuffin (qui peut être employé comme synonyme de bandulu) pour désigner un débrouillard, un gentil brigand.
  - (comme adjectif) : piraté, en toc.
- Batty boy : Désigne de façon péjorative un homosexuel, et par extension un homme ne se comportant pas comme tel (lit. en français : "gigolo", un homme qui vend son corps).
- Bee-ble : la Bible Piby (Piby Bible).
- Beenie : petit (Beenie Man).
- BigUp : (marque de respect et salutation ; parfois synonyme de hail).
  - big-up (to) : rendre hommage, aider, donner une force.
- blackheartman : "homme au cœur noir", terme à la base péjoratif désignant les rastas, revendiqué fièrement par eux (Black Heart Man de Bunny Wailer)
- Bomboclaat : traduction littérale de vêtements (claat pou cloathes) souillés (bombo) (donc menstruations). C'est l'insulte nationale, qui est déclinée en bloodclaat (caillot de sang) ou pussyclaat (menstruation). Il existe aussi rasclaat[4].
- Bredren, breda, brethren : frère.
- Bun : burn, brûler, au sens propre, et au sens figuré signifie purifier, nettoyer...
- bway (se prononce "bouèï" : garçon, gamin.
- bwoy (se prononce "bouaï" : "bonhomme", se dit à la place de man pour désigner un non-rasta, ou de façon péjorative, ou au contraire à la place de bway de façon affectueuse.
- caa : sur-contraction de cause, contraction de because.
- Chichi bwoy : Désigne de façon péjorative un homosexuel. Par extension, insulte visant quelqu'un qui crée des problèmes par jalousie, hypocrisie et mensonges (lit. en français : "maniéré").
- cite up (to) : lire la Bible.
- combsome : désigne un rasta qui ne porte pas de dreadlocks mais la barbe d'Haile Selassie, comme la très grande majorité d'entre eux dans les années 1930-40.
- coodeh : (interjection) « Regarde ça ! » cooh ou cue signifie regarde. Exemple : cue ya : regarde-moi.
- copasetic : synonyme de irie.
- corn : pognon, argent, fric.
  - Remarque : Littéralement « maïs », avec le même phénomène de glissement sémantique que le « blé » en français. Exemple : « And den you throw me corn » (Who the Cap fit, Bob Marley), dans ce contexte le terme relève de deux acceptions.
- cuss-cuss : une embrouille.
- cyaan : can't, ne pas pouvoir.
- dat (équivalent de la préposition that) : ça.
- da, de, di : le, la ou les.
- deadas : lit. "nécrovores", désigne les personnes non-végétariennes.
- deh (prononcer « dè ») : here, ici.
  - deh deh : there, là.
- dem : them, eux.
- dey : they, ils.
- Don : lit. "seigneur", chef de gang ; ils sont souvent affiliés à un parti politique (voir JLP et PNP).
  - Don-Gadda : Dons les plus puissants et les plus aimés de la population (lit. "seigneur-dieu", équivalent des godfathers (parrains) dans la mafia).
- downpression : équivalent pour le terme anglais oppression ; voir ci-avant.
- dread : lit. « menaçant », « terrible », « farouche ».
  - (abréviation non-usitée par les rastas car incorrecte) dreadlocks (l'abréviation correcte étant locks, car dread désigne un rasta portant des locks).
  - dready : Se dit d'une personne adoptant le look du mouvement rasta (dreadlocks, turban...) mais ne respectant pas ses principes (Bun dung dready de Capleton).
    - en français : "dreadeux".
- dung : fou, dingue.
- duppy : fantôme, esprit malin.
- fi, fe : for, pour.
- fyah : fire, le feu.
- Ganja : nom donné à la marijuana par les rastas (au même titre que « kaya »).
- Gunman : gangster, porte-flingue.
- gwaan, gaan : going to / on, aller à, utilisé à la place de will', synonyme de a-go
  - wha gwaan ? : équivalent de "ça va ?" en français.
- gyal : girl, féminin de bwoy.
- haffi : have to, devoir, obligation. Exemple : je dois courir : I man haffi run.
- hail : salut !, ave !, peut être aussi utilisé comme synonyme de big up.
- infama : informateur, balance.
- inna : in a, dans.
  - inna di morrows : demain. / " inna di ghetto ".Alborosie
- Ital : de vital, sain, qui correspond aux exigences du mouvement rastafari et donc souvent à celles du livre du Lévitique. 
  - Ital food : régime alimentaire rasta.
  - Ital clawt : vêtements dont la confection et les matériaux conviennent aux exigences du mouvement rastafari (par exemple de couleurs vert-jaune-rouge).
- I-shence : chanvre indien.
- Ja-den : lit. le Jardin de Dieu.
- Jah : nom de la représentation d'un dieu unique pour les Rastas. L'origine de ce mot est biblique, Jah étant une contraction du tétragramme Jéhovah. On trouve l'expression consacrée dans la Piby Bible.

Nom donné au prophète Haïlé Sélassié (Ras Tafari Mokkonen de son vrai nom) dernier emperreur d'Éthiopie (Conquerant Lion of Judah). Haïlé Sélassié signifie "Pouvoir de la Trinité"
- Jam-rock, Jam-dung, JA, Jamdom : termes désignant la Jamaïque. Littéralement, le « rocher de Jam », Jam-down en référence aux conditions sociales difficiles dans lesquelles vivent les habitants de la Jamaïque, le « Domaine de Jam », le « Jardin de Jah ».
- Kaya : nom donné à la marijuana par les rastas (au même titre que « ganja »).
- labrish : ragots, rumeurs.
- liad : menteur.
- likkle/likka : little, petit.
- livity : vie, existence heureuse et épanouie. Exemple : Livity in de hood (chanson d'Israel Vibration).
- magga : maigre.
- mash down : pulvériser, défoncer.
- mash up : détruire, éclater.
- na(h) : non.
- nuff :  contraction de "number of" qui généralement veut dire « beaucoup de, nombre de ». Ex "nuff a dem" : nombre d'entre eux, en opposition à "Some a dem" (certains d entre eux). "Nuff respect"/Big respect.. SO MAN FI HAVE, NUFF GAL, AND GAL INA BUNGLE (Beenie Man)
- nuh : do not.
- nuttin : nothing, rien.
- nyam : manger.
- penny wally : luciole, ver luissant (célèbre chanson d'Eek-A-Mouse)
- pickney : enfant, contraction de picknaninni.
- polytricks : magouilles politiques, système politique. Jeu de mots popularisé par Peter Tosh.
- Pon : sur (contraction de l'ancien anglais upon).
- Posse (prononcé "possi") : gang (terme aujourd'hui repris à travers le Hip hop)
- raggamuffin : lit. "va-nu-pieds", un vagabond.
  - par extension style de musique appelé aussi « Ragga » et associé au « Dancehall » : schématiquement, mélange de reggae et de rap (d’où provient en partie le rap).
- Ras Tafari : Ras (duc) Tafari Mekonnen, nom de naissance de Hailé Selassié (voir Rastafari).
- Rude : adjectif qui se rapproche de rough & tough
  - Rude bwoy : gamins du ghetto
  - par extension : ya too rude : c'est trop dur/difficile
- shitstem : (mot-valise) le système de Babylone ou littéralement « systèmerde ». Expression très prisée par Peter Tosh.
- tuff & ruff : 
  - tough and rough, dur et rugueux.
  - par extension, en parlant d'une personne « dure à cuire ».
  - par extension, en parlant de quelque chose de « puissant » ou « authentique ».
  - Tuff Gong, le surnom de Bob Marley. Le gong étant à l'origine Leonard Percival Howell, fondateur du mouvement rasta, le surnom de Bob Marley veut donc dire le Gong dur, plus rugueux.

- Satta Masa Gana : "remercions/louons" en amharique, hymne mystique devenu traditionnel, des Abyssinians, il a dépassé les rastas et est parfois utilisé aujourd'hui par l'église orthodoxe éthiopienne ou les chrétiens jamaïcains.
  - Satta : salut rasta.
- shotta : gangster.
  - nuance par rapport à gunman : ce dernier terme désigne surtout un homme de main d'un Don (chef de gang), alors que les shottas désignent plutôt des mercenaires ou des gangsters "à leur compte".
- sight : to see, voir.
  - sight up : comprendre, se rendre compte ; "élever sa vision/sa compréhension", et par extension "devenir" rasta.
- sistren : sœur.
- slew : pendre.
- susu : ragots (lit. "murmurer") (Susu Pon Rasta : célèbre chanson de reggae maintes fois reprise)
- tan : se tenir.
- tiff : voler, dérober, piller.
- ting : thing, chose.
- waan : want, vouloir.
- wa mek ? : pourquoi ?
- wicked-man : 
  - (au sens premier) homme mauvais, corrupteur.
  - (par extension) "chan-mé", "cool", "puissant".
- wit, wid : with, avec.
- wolf : une personne se faisant « passer pour » afin de tromper et profiter de son entourage : Wolf ina sheep clothin.
- ya : toi.
- youths/yutz : les jeunes.
- Zion : Le paradis ou l'Éthiopie (Terre sacrée)